# شجاع‌محله
شجاع محله، روستایی است از توابع بخش مرکزی شهرستان عباس آباد در استان مازندران ایران.

## جمعیت
این روستا در دهستان لنگارود شرقی قرار دارد و براساس سرشماری مرکز آمار ایران در سال ۱۳۹۵، جمعیت آن ۳۲۱ نفر (۱۰۸ خانوار) بوده‌است. مردم شجاع محله از قومیت طبری هستند مردم شجاع محله به زبان طبری (مازندرانی) سخن می‌گویند.